# Region Junín
Die Region Junín [xuˈnin] (span. Región Junín, Wanka-Quechua Hunin shuyu, Südliches Quechua Sunin suyu) ist eine Region in den zentralperuanischen Anden. Auf einer Fläche von 44.197 km2 leben 1.246.038 (Volkszählung 2017). Infolge der Abwanderung vieler Bewohner nach Lima und in andere Städte an der Küste sinkt die Bevölkerungszahl der Andenregionen, darunter auch der Región Junín.
Die Hauptstadt ist Huancayo im Tal des Mantaro.

## Geographie
Die Region ist sehr gebirgig, der höchste Berg ist mit 5768 Metern der Pariacaca.

## Provinzen
Die Region unterteilt sich in neun Provinzen und 123 Distrikte.
| Provinz     | Hauptstadt |
| ----------- | ---------- |
| Chanchamayo | La Merced  |
| Chupaca     | Chupaca    |
| Concepción  | Concepción |
| Huancayo    | Huancayo   |
| Jauja       | Jauja      |
| Junín       | Junín      |
| Satipo      | Satipo     |
| Tarma       | Tarma      |
| Yauli       | La Oroya   |